# Artemi Iwanowitsch Woronzow

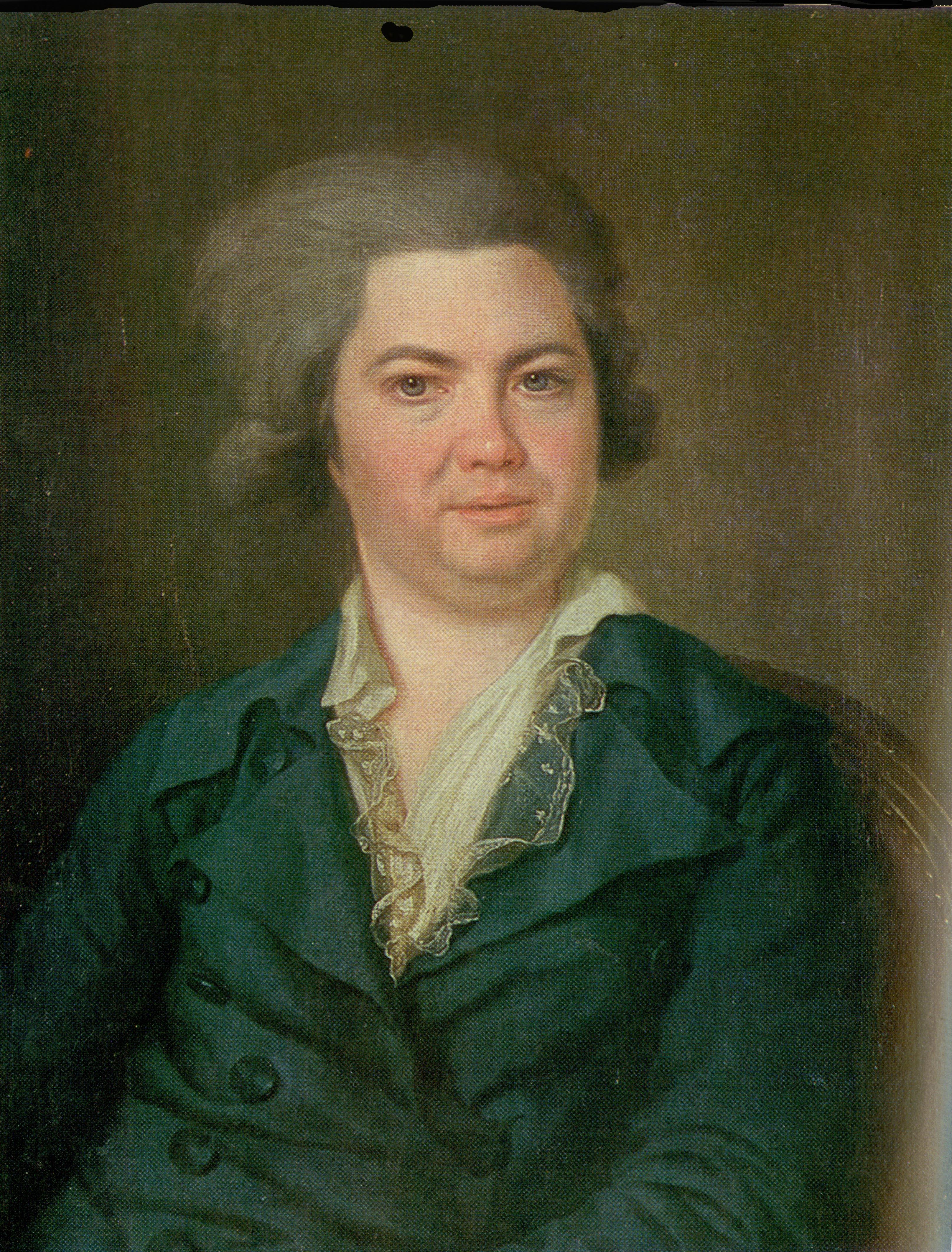
Graf Artemi Woronzow (Ende der 1780er Jahre) von Dmitri Lewizki

Graf Artemi Iwanowitsch Woronzow (russisch: Артемий Иванович Воронцов; 1748–1813) war ein Adliger des russischen Reiches. Er war Senator, aktiver Geheimrat und Eigentümer des Woronowo-Anwesens sowie Pate von Alexander Sergejewitsch Puschkin.

## Leben
Artemi Iwanowitsch Woronzow wurde 1748 in die Adelsfamilie Woronzow geboren. Sein Vater, Iwan Illarionowitsch Woronzow (1719–1786), und seine Brüder waren Grafen des Heiligen Römischen Reichs und spielten auch eine herausragende Rolle im öffentlichen Dienst und am Hof. Die Onkel von Artemi, Staatskanzler Michail Larionowitsch Woronzow und Generalchef Roman Illarionowitsch Woronzow, erreichten die höchsten Ränge und Positionen im öffentlichen Dienst.
Woronzow trat in das Leibgarde-Kavallerie-Regiment ein. Er wurde am 16. April 1765 im selben Regiment vom Sergeant Major zum Kornett befördert. Kaiserin Katharina II. verlieh ihm am 15. August 1773 den Rang eines Kammerjunkers. Zunächst war Woronzow weiterhin im Regiment aufgeführt, jedoch nur einen Monat später wurde er auf eigenen Wunsch mit dem Rang eines zweiten Kapitäns am 10. September entlassen. Ab diesem Zeitpunkt war er im Gerichtsdienst.
Woronzow wurde 1783 zum ordentlichen Kammerherrn ernannt. Drei Jahre später ernannte ihn Katharina II. zum Mitglied der Handelskommission, deren führende Rolle sein Cousin Alexander Woronzow spielte.
Am 22. September 1792 wurde Woronzow zum Senator ernannt. In dieser Funktion war er zum Zeitpunkt der Thronbesteigung des russischen Kaisers Paul I. im Dienst. Bei seiner Krönung am 5. April 1797 erhob Paul I. Artemi Woronzow und seine Cousins (Semjon Romanowitsch Woronzow und A. R. Woronzow) zur Würde eines Grafen für das Russische Reich. Artemi Woronzow wurde am 28. Oktober 1798 zum aktiven Geheimrat ernannt und am 8. November mit dem Orden der Heiligen Anna ausgezeichnet.

## Familie
Woronzow heiratete 1773 Praskowja Fjodorowna Kwaschnina-Samarina (1749–1797). Sie war die Tochter des Oberpräsidenten des Hauptmagistrats, des Wirklichen Staatsrats Fjodor Petrowitsch Kwaschnin-Samarin (1704–1770) und von Anna Jurjewna Rschewskaja (1720–1781) (aus der Familie Rschewski), der Schwester von Sarra Jurjewna Rschewskaja, der Urgroßmutter von Alexander Sergejewitsch Puschkin. Praskowja Fjodorowna war eine Großtante des Dichters. Artemi Iwanowitsch Woronzow war sein Pate bei der Taufe am 8. Juni 1799 in der Epiphanien-Kathedrale zu Jelochowo.

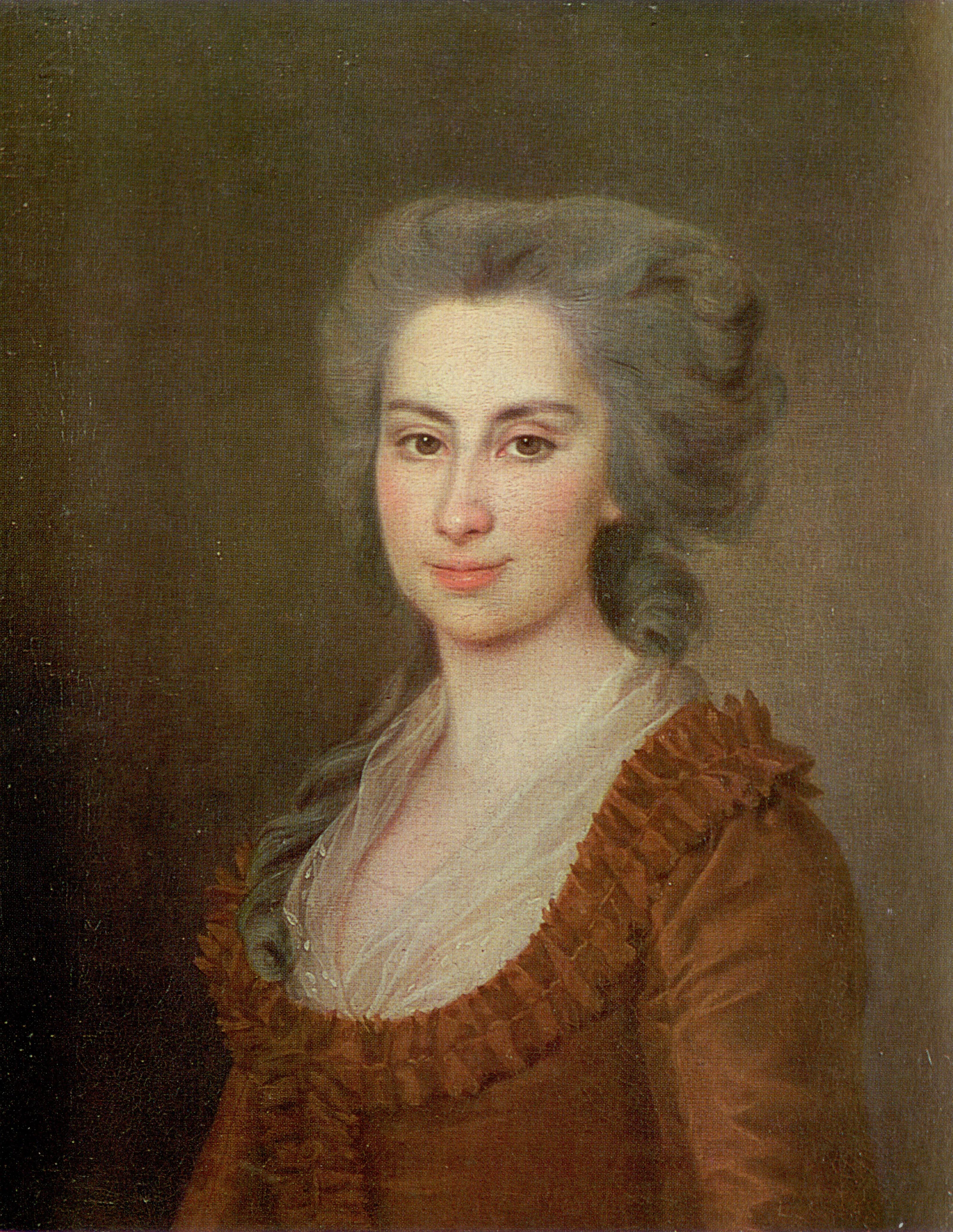
Gräfin Praskowja Woronzowa (Ende der 1780er Jahre) von Dmitri Lewizki

Artemi und Praskowja hatten fünf Kinder:
- Maria Artemjewna Woronzowa (1776–1866), Hofdame bei Sophie Dorothee von Württemberg. Sie zog in den 1820er Jahren nach Italien und konvertierte zum Katholizismus. Maria starb 1866 in Florenz.
- Anna Artemjewna Buturlina (geb. Woronzowa; 1777–1854) war die zweite Cousine von M. A. Gannibal, einer Verwandten von Abraham Petrowitsch Hannibal. Anna heiratete 1793 ihren zweiten Cousin, Graf Dmitri Petrowitsch Buturlin. 1817 zog sie mit ihrer Familie nach Italien und lebte dort bis zum Ende ihrer Tage. Sie konvertierte zum Katholizismus. Anna wurde in Florenz begraben.
- Alexei Artemjewitsch Woronzow (1777–?),
- Jekaterina Artemjewna Woronzowa (1780–1836), Hofdame bei Juliane von Sachsen-Coburg-Saalfeld
- Praskowja Artemjewna Woronzowa (1786–1842).